# Centrala alarmowa
Centrala alarmowa lub Urządzenie sterujące i obrazujące (ang. Control and Indicating - CIE) - urządzenie służące do odbioru sygnałów z czujek i przycisków alarmowych, do przetwarzania, sterowania, sygnalizacji oraz inicjowania dalej transmisji. Jest to płyta z procesorem i innymi dyskretnymi elementami, którą umieszcza się w standardowej obudowie wraz z akumulatorem.